# Kronans masthamn

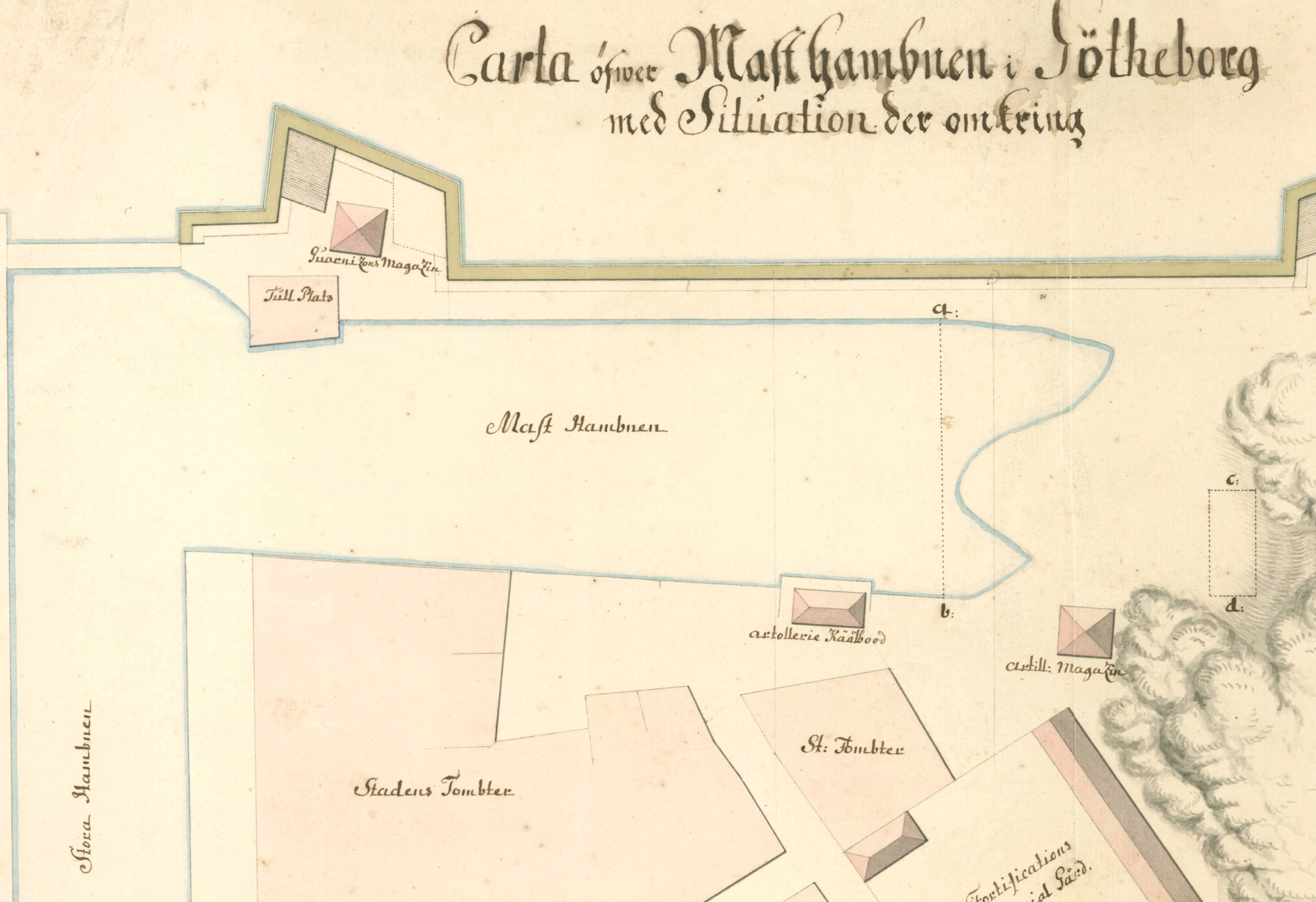
Närbild av masthamnen på ett utsnitt av en karta över Göteborg från 1729.

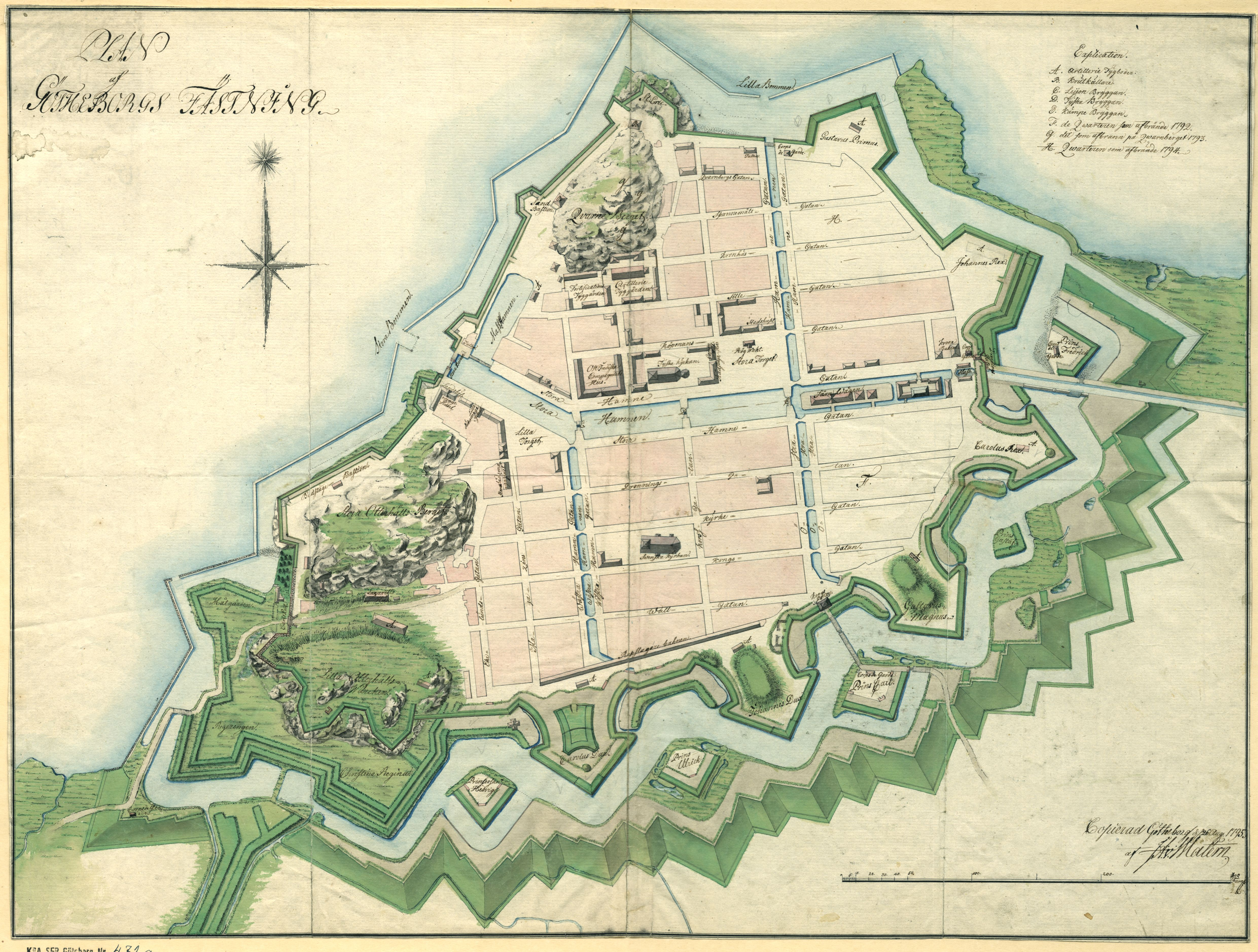
Masthamnen på en karta över Göteborg från 1795.

Kronans masthamn eller bara masthamnen var en masthamn i Göteborg som låg precis innanför befästningsmurarna vid nuvarande Packhusplatsen, mellan Stora Hamnkanalen och Kvarnberget i anslutning till Göta älvs inlopp via Stora Bommen. Den bygges på mitten av 1600-talet, byggdes om på 1700-talet och fylldes igen på mitten av 1800-talet.
Hamnbassängen kallades omväxlande för ”masthamnen” eller ”kronans masthamn” och hade anknytning till Kronhuset och stadens försvar. Bassängen brukades förmodligen ursprungligen främst för våtförvaring av stockar som skulle användas vid bygget av befästningen eller till båtar. Under 1700-talet utvecklades den till en enklare hamn i anslutning till tullhuset, för mindre transport- och roddbåtar. Åren 1731–1733 och 1742–1746 byggdes hamnen om.
Kronans masthamn var enda masthamn innanför Göteborgs stadsmur, men i början av 1700-talet fanns en mängd masthamnar utanför befästningen utmed sträckan Stigberget och Karlsporten, se exempelvis denna karta från 1711. 
I mitten av 1800-talet hade Masthamnen spelat ut sin roll och fylldes igen.

## Arkeologiska fynd under 2000-talet
I samband med utgrävningarna för att bygga Västlänken i Göteborg genomfördes arkeologiska utgrävningar på nuvarande Packhusplatsen där Kronans masthamn tidigare låg. När grävningarna inleddes 2019 hade hamnen legat under jord i nästan 160 år. På platsen har man funnit rester av nio skeppsvrak av olika typer från tre århundraden. Man har även funnit mängder med fynd från människorna som levde och arbetade i Masthamnen, bland annat en liten snidad båt som kan ha varit en leksak, ett syskrin och en kompass. Delar av fynden presenterades 2022 i utställningen Fragment i Stora Tullhuset som ingår i museet Maritiman.